# Ernassa ignata
Ernassa ignata là một loài bướm đêm thuộc phân họ Arctiinae, họ Erebidae.